# Thermohalobacter berrensis
Thermohalobacter berrensis è una specie di batterio appartenente alla famiglia delle Clostridiaceae.